# Trachymyrmex fiebrigi
Trachymyrmex fiebrigi is een mierensoort uit de onderfamilie van de Myrmicinae. De wetenschappelijke naam van de soort is voor het eerst geldig gepubliceerd in 1916 door Santschi.